# Periparus ater melanolophus
Periparus ater melanolophus é uma espécie de ave da família Paridae.
Pode ser encontrada nos seguintes países: Afeganistão, Índia, Nepal e Paquistão.
Os seus habitats naturais são: florestas boreais e florestas temperadas.